# Aramis Ramírez
Aramis Nin Ramírez (ur. 25 czerwca 1978) – dominikański baseballista, który występował na pozycji trzeciobazowego.

## Pittsburgh Pirates
W sierpniu 1994 podpisał kontrakt jako wolny agent z Pittsburgh Pirates i początkowo grał w klubach farmerskich tego zespołu, między innymi w Nashville Sounds, reprezentującym poziom Triple-A. W Major League Baseball zadebiutował 26 maja 1998 w meczu przeciwko Milwaukee Brewers zaliczając bazę za darmo. 12 czerwca 1998 w spotkaniu z Brewers zdobył pierwszego home runa w MLB. Przez pierwsze trzy lata występów na zawodowym poziomie grał na przemian w Pirates i Nashville Sounds. W 2001, w swoim pierwszym pełnym sezonie wystąpił w 158 meczach, notując średnią 0,300, zdobywając 34 home runy i zaliczając 114 RBI.

## Chicago Cubs
23 lipca 2003 w ramach wymiany zawodników przeszedł do Chicago Cubs. W barwach nowego zespołu zadebiutował tego samego dnia w meczu z Philadelphia Phillies. W 2005 po raz pierwszy został wybrany do Meczu Gwiazd. 15 lipca 2006 w spotkaniu z New York Mets zaliczył 1000. uderzenie (single) w MLB. W listopadzie 2006 podpisał nowy, sześcioletni kontrakt wart 73 miliony dolarów. 15 lipca 2008 wystąpił jako rezerwowy trzeciobazowy w All-Star Game.
W dniach 20–22 lipca 2008 w meczach Crosstown Classic na Wrigley Field, w których rywalem Cubs jest zespół Chicago White Sox, zdobył 4 home runy (2 w pierwszym meczu, w tym walk-off i po jednym w dwóch kolejnych). 1 lipca 2011 w meczu z Chicago White Sox zdobył 300. home runa w MLB.
W sezonie 2011 uzyskał średnią 0,306, zdobył 26 home runów, zaliczył 93 RBI i został wyróżniony spośród trzeciobazowych otrzymując Silver Slugger Award.

## Milwaukee Brewers

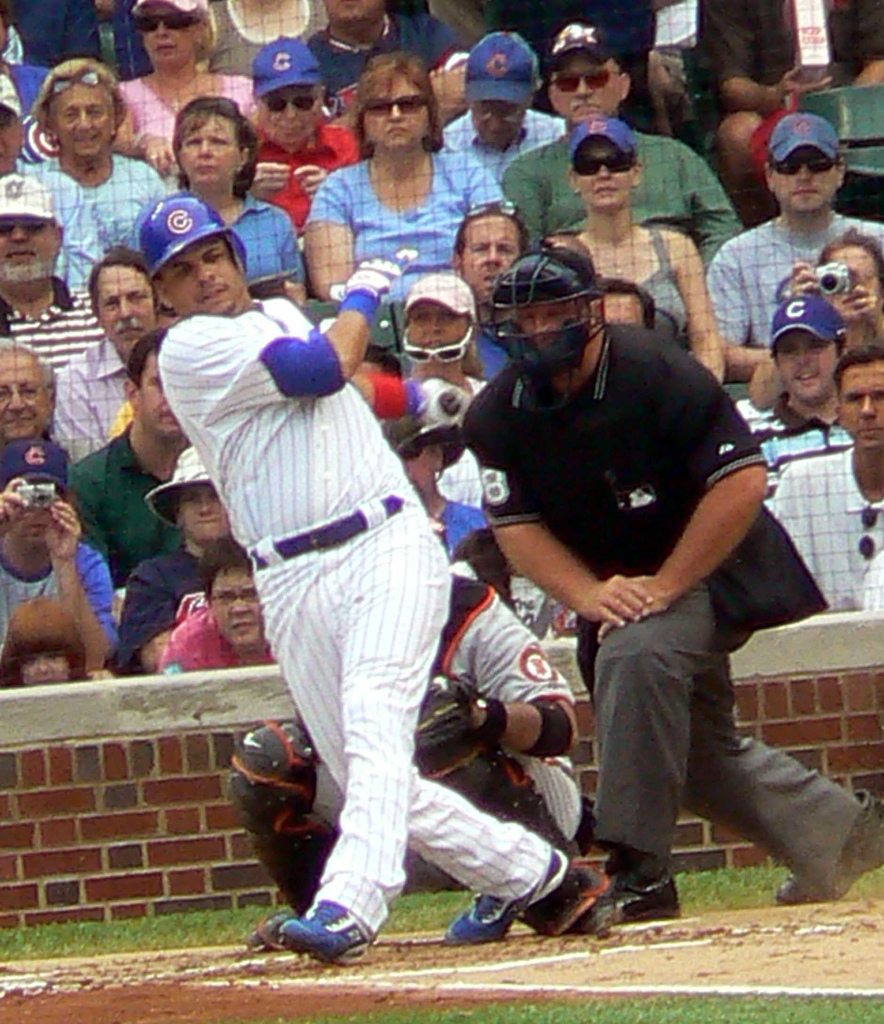
Aramis Ramírez jako zawodnik Chicago Cubs

W grudniu 2011 jako wolny agent podpisał trzyletni kontrakt wart  z Milwaukee Brewers. W sezonie 2012 zaliczył najwięcej double'ów w National League (50), a w głosowaniu do nagrody MVP zajął 9. miejsce. 26 czerwca 2013 w meczu przeciwko Chicago Cubs zaliczył 2000. uderzenie w MLB. Z powodu problemów z lewym kolanem w sezonie 2013 wystąpił w 92 meczach.
W lipcu 2014 otrzymał najwięcej głosów spośród trzeciobazowych i zagrał w wyjściowym składzie NL All-Star Team.

## Powrót do Pittsburgh Pirates
23 lipca 2015 w ramach wymiany zawodników powrócił do Pittsburgh Pirates. Po sezonie zasadniczym 2015 zakończył zawodniczą karierę.

## Nagrody i wyróżnienia
| Nagroda/wyróżnienie  | Lata             | Źródło |
| 3× All-Star          | 2005, 2008, 2014 | [ 1 ]  |
| Silver Slugger Award | 2011             | [ 1 ]  |
| Hank Aaron Award     | 2008             | [ 17 ] |